# إدوين هانزفورد
إدوين هانزفورد هو سياسي كندي، ولد في 1 ديسمبر 1895 في Annapolis Valley ‏ في كندا، وتوفي في 12 مارس 1959 في وينيبيغ في كندا. نشط حزبياً في Co-operative Commonwealth Federation (Manitoba) ‏.